# Harry M. Daugherty

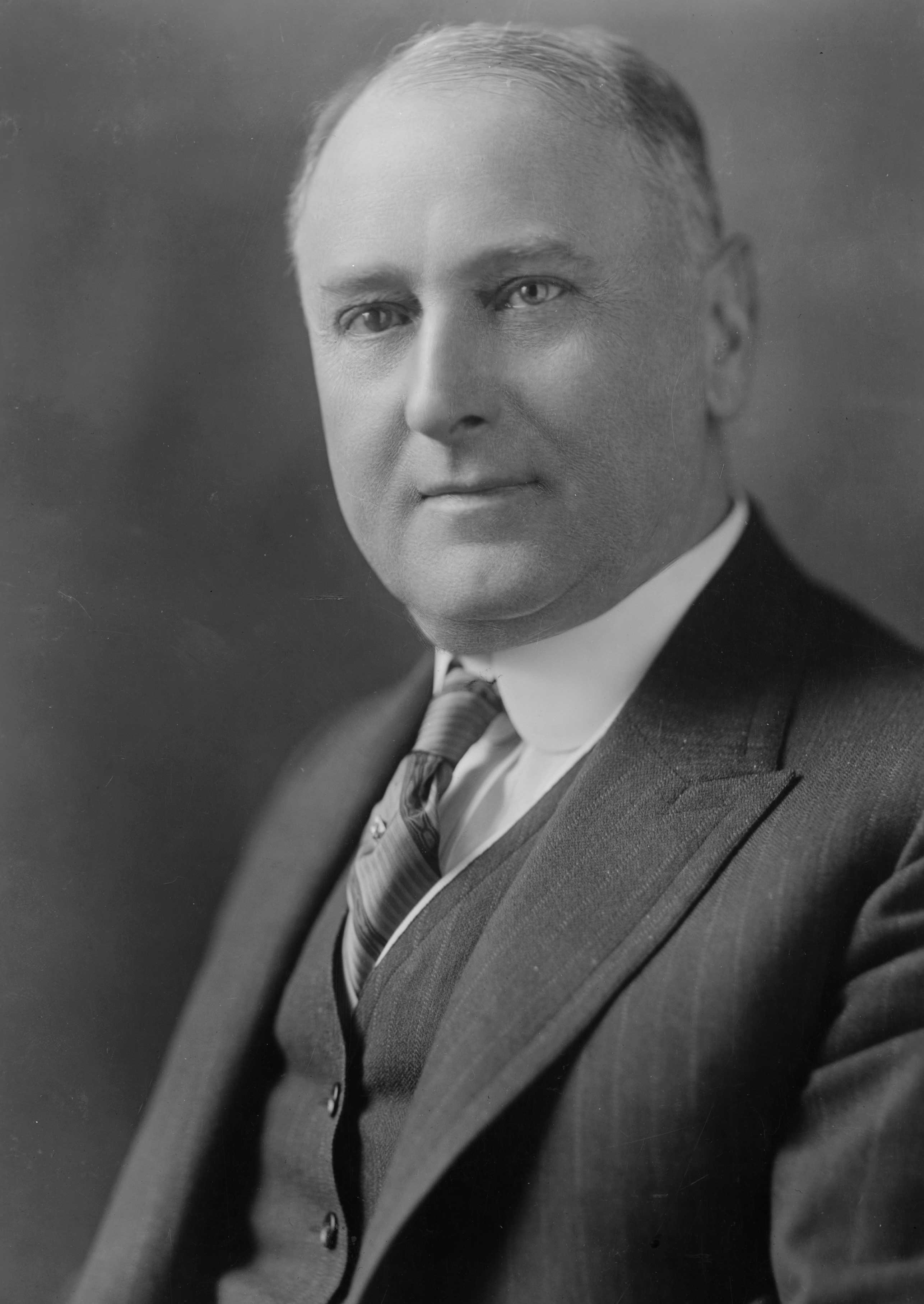
Harry Micajah Daugherty 1920

Harry Micajah Daugherty, född 26 januari 1860, död 12 oktober 1941, var amerikansk politiker och kampanjchef för Warren G. Harding i 1920 års presidentval.
Daugherty studerade juridik vid University of Michigan Law School. Han arbetade först som advokat och senare som åklagare i Fayette County, Ohio.
Daugherty var en av de ledande republikanerna i delstaten Ohio. Han var en av dem som hade manövrerat före mötet av republikanska partihövdingar när det bestämdes i en kabinett av Blackstone Hotel att Warren G. Harding skulle föreslås som presidentkandidat, om det republikanska partimötet av år 1920 i Chicago inte skulle kunna enas om en kandidat i första omröstningen. Platsen för beslutet att föreslå Harding beskrevs av Associated Press som det rökfyllda rummet, vilket gav upphov till begreppet smoke-filled room i den amerikanska politiken. Daugherty ledde Hardings vinnande kampanj i presidentvalet, som var det första där kvinnor från alla amerikanska delstater hade rösträtt. Daugherty baserade kampanjen på Hardings trevliga personlighet och hans relativt neutrala politiska ståndpunkt; tonvikten lades på att förespråka återkomsten till det normala (normalcy) efter första världskriget.
Daugherty tjänstgjorde som USA:s justitieminister 1921-1924. Han var en mycket kontroversiell minister och hans ämbetstid präglades av skandaler. Till sist tvingades han avgå när hans närmaste medarbetare hade visat sig vara den centrala gestalten i en affär där också spritsmugglare var inblandade. Utredningen som leddes av senator Burton K. Wheeler kom dock 1927 fram till att Daugherty själv inte var skyldig i fallet.